# Titularbistum Tortibulum
Tortibulum (ital.: Tortiboli) ist ein Titularbistum der römisch-katholischen Kirche.
Es geht zurück auf einen Bischofssitz in der Stadt Tortiboli, die sich in der italienischen Region Apulien befindet. Das Bistum bestand vom 11. Jahrhundert bis zum 15. Jahrhundert, als es mit der Diözese von Lucera vereinigt wurde, und gehörte der Kirchenprovinz Benevento an. 
| Titularbischöfe von Tortibulum |                           |                                                               |                   |                    |
| Nr.                            | Name                      | Amt                                                           | von               | bis                |
| 1                              | Abraham Than              | Weihbischof in Kengtung (Burma)                               | 19. Dezember 1968 | 19. September 1972 |
| 2                              | Sergio Adolfo Govi OFMCap | Koadjutorbischof von Bossangoa (Zentralafrikanische Republik) | 5. Juni 1975      | 22. April 1978     |
| 3                              | Agostino Vallini          | Weihbischof in Neapel (Italien)                               | 23. März 1989     | 13. November 1999  |
| 4                              | Joseph Vu Duy Thông       | Weihbischof in Thành-Phô Hô Chí Minh (Vietnam)                | 4. Juli 2001      | 25. Juli 2009      |
| 5                              | Gennaro Acampa            | Weihbischof in Neapel (Italien)                               | 28. Juni 2014     |                    |